# Harry Bellaver
Harry Bellaver (nacido Enricho Bellaver; 12 de febrero de 1905 - 8 de agosto de 1993) fue un actor de teatro, cine y televisión estadounidense que apareció en muchos papeles desde la década de 1930 hasta la de 1980.

## Primeros años
Bellaver nació en Hillsboro, Illinois, hijo de Matteo y Maria (de soltera Copa) Bellaver. Su padre trabajó en las minas de carbón de Hillsboro. Dejó la escuela a una edad temprana y trabajó en varios trabajos, pero finalmente recibió una beca para Brookwood Labor College en Katonah, Nueva York.

## Teatro
Bellaver fue miembro de Hedgerow Players de Rose Valley, Pensilvania, durante ocho años. Al principio de su carrera, Bellaver apareció en numerosas obras de Broadway. Hizo su debut en Broadway en el 1931 Group Theatre en la obra 1931. También apareció en la obra de Elmer Rice We, the People en 1933, y en el debut en Broadway ese año de La ópera de los tres centavos.
Bellaver apareció en la producción original del musical de Broadway Annie Get Your Gun, como el jefe Toro Sentado. Apareció en el mismo papel en los revivals de 1958 y 1966.

## Cine
Bellaver fue un prolífico actor de carácter cinematográfico, principalmente en papeles de "clase trabajadora", desde 1939 hasta la década de 1960. Apareció en la adaptación cinematográfica de De aquí a la eternidad y en varias películas de cine negro notables. Interpretó el papel del ex convicto "Creeps" en Another Thin Man de 1939 con William Powell y Myrna Loy. Apareció en The House on 92nd Street (1945) como un taxista que espiaba para los nazis, y nuevamente interpretó a un taxista, esta vez víctima de un gángster, en Side Street (1950). Interpretó a Sam el cirujano en la comedia clásica de Bob Hope The Lemon Drop Kid (1951).
Apareció en Quiéreme o déjame con James Cagney y Doris Day en 1955 y El viejo y el mar con Spencer Tracy en 1958. Sus otros papeles cinematográficos incluyeron apariciones en Víctima de la ley (1964), A Fine Madness (1966), Madigan (1968), The Hot Rock (1972), God Told Me To (1976), Blue Collar (1978) y la comedia Hero at Large (1980), protagonizada por John Ritter y Anne Archer. Su último papel cinematográfico fue el de un viejo minero en la película de terror The Stuff (1985).

## Televisión
Bellaver es probablemente mejor conocido por su papel destacado como el sargento Frank Arcaro en la serie de televisión Naked City que aparece en 136 de los 138 episodios combinados de la serie. Interpretó a un detective mayor y apacible que era un contrapunto a los jóvenes detectives dedicados interpretados por James Franciscus y Paul Burke. También estuvo en Another World como Ernie Downs.

## Servicio militar
Bellaver sirvió en la Unidad de Servicios Especiales del Ejército de los Estados Unidos durante la Segunda Guerra Mundial, donde realizó una gira por el frente como director de escena y actor en el USO Camp Show Over 21, protagonizado por Vivian Vance y Philip Ober.

## Vida personal
Bellaver se casó con Gertrude Dudley Vaughan Smith, "Dudley". Tuvieron dos hijas, Vaughan y Lee.
Bellaver vivía en Tappan, Nueva York, cuando murió de neumonía el 8 de agosto de 1993 en el Hospital Nyack de Nyack, Nueva York. Le sobrevivieron sus hijas Lee Bellaver de Stone Ridge, Nueva York, y el director de casting teatral Vaughn Bellaver-Allentuck de East Hampton, Long Island, dos nietos, una nieta y dos bisnietas.

## Papeles en Broadway
- Night Over Taos (1932) - Diego
- Merry-Go-Round (1932) - Butch y Beachley
- We, the People (1933) - Mike Ramsay
- She Loves Me Not (1933) - Mugg Schnitzel
- Russet Mantle (1936) - Pablo
- The World's Full of Girls (1943) -  Snyder
- Annie Get Your Gun (1946) - Jefe Toro Sentado

## Papeles cinematográficos
- Another Thin Man (1939) - 'Creeps' Binder
- The House on 92nd Street (1945) - Max Coburg
- El beso de la muerte (1947) - Bull Weed (sin acreditar)
- Perfect Strangers (1950) - Gabor Simkiewicz, Bailiff
- Side Street (1950) - Larry Giff
- No Way Out (1950) - George Biddle
- Stage to Tucson (1950) - Gus Heyden
- The Lemon Drop Kid (1951) - Sam
- The Tanks Are Coming (1951) - Lemchek
- Something to Live For (1952) - Billy
- De aquí a la eternidad (1953) - Mazzioli
- Miss Sadie Thompson (1953) - Joe Horn
- The Great Diamond Robbery (1954) - Herb
- Quiéreme o déjame (1955) - Georgie
- Serenade (1956) - Tonio
- The Birds and the Bees (1956) - Marty Kennedy
- The Brothers Rico (1957) - Mike Lamotta
- Slaughter on Tenth Avenue (1957) - Benjy Karp
- El viejo y el mar (1958) - Martin
- Víctima de la ley (1964) - Juez Powell
- A Fine Madness (1966) - Knocker
- Madigan (1968) - Mickey Dunn
- The Hot Rock (1972) - Rollo
- God Told Me To (1976) - Cookie
- Blue Collar (1978) - Eddie Johnson
- Hero at Large (1980) - Eddie
- The Stuff (1985) - Viejo minero (último papel)